# Jozo Garić
Fra Jozo Garić (krsnog imena Stjepan) (Vitez, 28. listopada 1870. – Graz, 30. lipnja 1946.) bio je franjevac i banjolučki rezidencijalni biskup od 1912. do 1946.

## Životopis
Rođen je 28. listopada 1870. u Vitezu kraj Travnika. U fojničkom samostanu 1886. stupa u franjevački red. Od 1887. do 1889. studira filozofiju u Kraljevoj Sutjesci, a bogosloviju od 1889. do 1893. u Pečuhu.
Sveti red prima 27. lipnja 1893. u Potočanima. Službu kapelana obavlja u Zenici i Vitezu. Od svibnja 1899. obavlja službu župnika u Vrbanjcima i Kotor Varošu. Bio je i tajnik te generalni vikar biskupa Markovića, te definitor redovničke provincije.
Smrću biskupa Markovića postaje apostolskim administratorom Banjolučke biskupije da bi 14. prosinca 1912. postao rezidencijalni banjolučki biskup. Posvećen je u Rimu 20. veljače 1913., a službu je preuzeo 30. ožujka 1913. Zaslužan je za pokretanje službenog časopisa "Glasnik biskupije banjolučke". Od 5. do 8. kolovoza 1924. je u Banjoj Luci održao prvi biskupijsku sinodu u BiH. Za vrijeme biskupske službe osnovao je šest novih župa.
Zbog bolesti napušta biskupiju 1945. godine i polazi na liječenje u Zagreb. U to vrijeme se događalo i povlačenje hrvatske vojske i civila (Križni put) tako da je i biskup Garić pošao u Graz, gdje je preminuo 30. lipnja 1946. i gdje je i pokopan.
Vlasti NDH odlikovale su ga Redom za zasluge.